# Sundus Abbas
Sundus Abbas és una activista dels drets de les dones iraquiana. Com a directora executiva de l'Institut de Lideratge Femení a Bagdad, ha treballat per millorar els drets de les dones. Abbas va estudiar ciències polítiques, i ha treballat per millorar la participació de les dones iraquianes en els partits polítics, en el procés de redacció i esmenat constitucional i en els esforços de reconciliació nacional i resolució de conflictes. També ha escrit per als diaris iraquians més importants del tema dels drets de les dones, i ha fet conferències de premsa per abordar assumptes que preocupaven les dones, de la mateixa manera que ha impartit classes sobre presa de decisions. Abbas també ha viatjat per tot l'Orient Mitjà per conferències i seminaris de dones. El 2007 va rebre el Premi Internacional Dona Coratge.